# Schutveld (Uden)
Schutveld is een voormalige buurtschap, thans woonbuurt in Uden in de Noord-Brabantse gemeente Maashorst. De buurt grenst met de klok mee aan de buurten Hoevenseveld, Melle, Raam en Centrum, alsook aan bedrijventerreinen Loopkant en Molenheide.

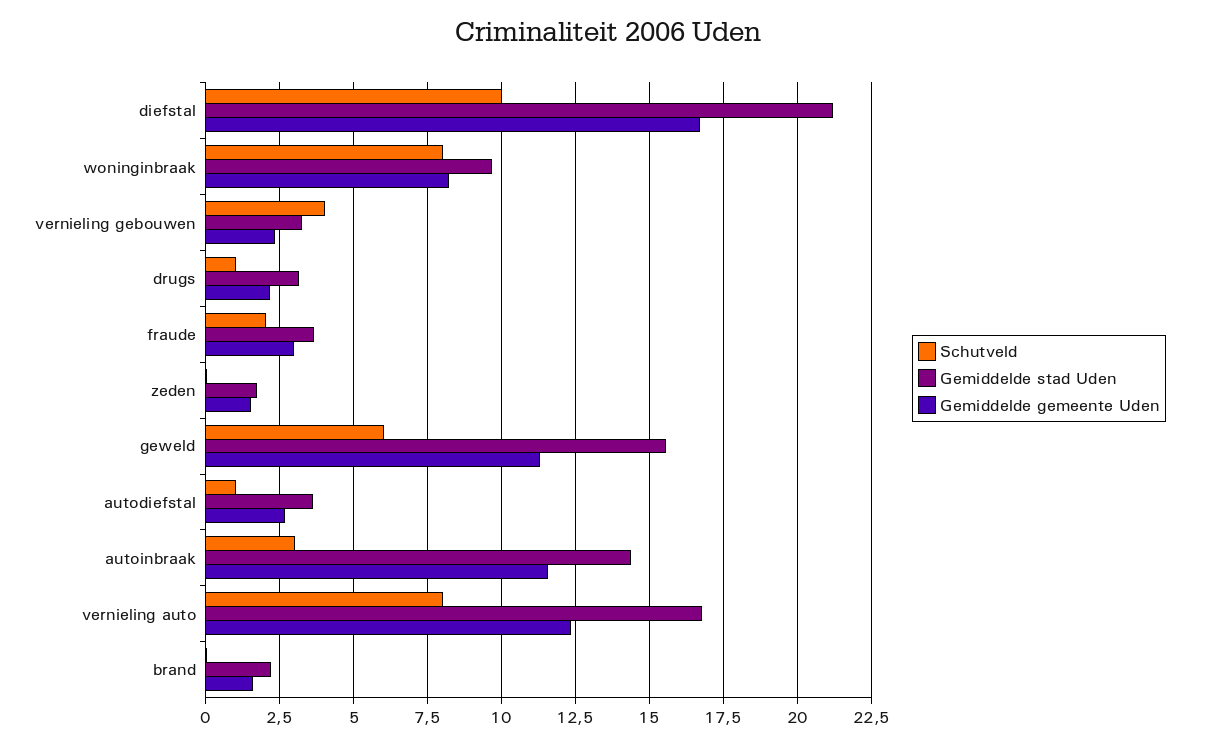
Criminaliteitstatistiek

| Kerngegevens Schutveld  | Kerngegevens Schutveld |
| ----------------------- | ---------------------- |
| Inwoners:               | 1220                   |
| Jonger dan 15:          | 195 (16%)              |
| Ouder dan 65:           | 268 (22%)              |
| Mannen:                 | 630                    |
| Vrouwen:                | 590                    |
| Geboorten:              | 7                      |
| Huishoudens:            | 480                    |
| Eenpersoonshuishoudens: | 86 (18%)               |
| Beroepsbevolking:       | 756                    |
| Werklozen:              | 32 (4,23%)             |
| Woningen:               | 473                    |
| Waarvan huurwoningen:   | 38 (8%)                |

Wijken: Uden-Centrum · Uden-Oost · Uden-West · Uden-Zuid

Buurten: Bitswijk · Bogerd-Vijfhuis · Centrum · Eikenheuvel · Flatwijk · Hoenderbos-Velmolen · Hoeven · Hoevenseveld · Melle · Moleneind-Groenewoud · Raam · Schutveld · Sportpark Volkelseweg · Zoggel

Bedrijventerreinen: Goorkens · Hoogveld · Loopkant-Liessent · Vluchtoord      Militair terrein: Vliegbasis Volkel